# Péter Bernek
 Péter Bernek  (ur. 13 kwietnia 1992 w Budapeszcie) – węgierski pływak, specjalizujący się w stylu grzbietowym i stylu dowolnym.

## Kariera sportowa
Wicemistrz Europy na 200 m stylem grzbietowym, srebrny i brązowy medalista mistrzostw Europy na krótkim basenie na tym samym dystansie. Mistrz Igrzysk Olimpijskich Młodzieży na dystansie 200 m stylem grzbietowym. Pięciokrotny medalista mistrzostw Europy juniorów.
Uczestnik igrzysk olimpijskich w Londynie na 200 m stylem grzbietowym (12. miejsce) oraz w sztafetach 4 × 100 (14. miejsce) i 4 × 200 m stylem dowolnym (8. miejsce).